# Michel Lafranceschina
Michel Lafranceschina (Fontaine, 28 febbraio 1939 – Vif, 24 ottobre 2024) è stato un calciatore e allenatore di calcio francese, di ruolo attaccante.

## Carriera

### Giocatore
Nato a Fontaine, nell'Isère, cresce calcisticamente nel Grenoble, e come centravanti fa parte della Nazionale francese under-19 che termina terza agli Europei in Spagna del 1957. In seguito si fa notare come titolare al Lens a partire dal 1958. In quattro stagioni si impone piano piano come uno dei migliori marcatori del campionato francese. Nel suo ultimo anno in Artois mette a segno venti gol in 34 presenze, piazzandosi sul podio dei migliori cannonieri della prima divisione.
Nel 1962 si aggrega ai rivali regionali del Lilla, in Division 2. Nel 1964 viene promosso in prima divisione. Lafranceschina viene trasferito nel 1965 al Sochaux, dove disputa le sue migliori stagioni: nel 1965-1966 segna 22 reti in campionato e nel 1967 il club francacontese arriva in finale di Coppa di Francia. L'attaccante però non gioca la finale al Parco dei Principi poiché era stato ceduto in inverno al Tolone.
Dopo soli sei mesi, Lafranceschina firma per il Limoges e, tre anni più tardi, nel 1970, finisce la carriera al Bourges, in seconda divisione.

### Allenatore
Una volta terminata la carriera nel calcio giocato, lascia il Centro per ritornare nell'Isère. Nel 1980 rimpiazza il duo Belloni-Kina al Grenoble, club che lo ha formato, allora in pianta stabile in Division 2. Gli inizi non sono facili e Lafranceschina termina la sua prima stagione da allenatore al dodicesimo posto.
Resta comunque nei ranghi della squadra e prende le redini della compagine delle riserve, il Grenoble 2, con cui centra la promozione in Division 3 nel 1985. Con la seconda squadra disputa inoltre la finale del campionato di quarta divisione, persa 2-0 contro l'Auxerre 2. Nel gennaio 1986 viene richiamato in prima squadra, in grave crisi di risultati. Alla fine della stagione occupa la diciottesima posizione e il Grenoble è retrocesso in terza divisione. Lafranceschina viene allora sostituito da Christian Dalger.

## Palmarès

### Giocatore

#### Competizioni nazionali
- Coppa Charles Drago: 2

Lens: 1959, 1960
- Campionato francese di seconda divisione: 1

Lilla: 1963-1964